# Лангрео
Лангрео (шп. Langreo) град је у Шпанији у аутономној заједници Кнежевина Астурија. Према процени из 2017. у граду је живело 41 199 становника.

## Становништво
Према процени, у граду је 2017. живело 41 199 становника.
| 2017.  |
| ------ |
| 41.199 |

## Партнерски градови
- Сантијаго де Чиле